# Natos flygbombningar av Jugoslavien 1999
NATO:s flygbombningar av Jugoslavien 1999, eller Natos bombkrig mot Jugoslavien, var Natos militära operation mot Förbundsrepubliken Jugoslavien under Kosovokriget och som hade kodnamnet Operation Allied Force.

## Bombningarna
Natos bombningar pågick mellan 24 mars 1999 och 10 juni 1999, utan stöd och godkännande från FN:s säkerhetsråd.
Det var andra gången som organisationen deltog i större stridigheter, första gången var Operation Deliberate Force 1995. Bombningarna ledde till tillbakadragandet av jugoslaviska soldater från Kosovo, skapandet av UNMIK, ett FN-uppdrag till Kosovo och slutligen avslutningen på Jugoslaviska krigen. Anfallet kritiserades för att det ledde till högt antal civila skador.
De första städerna som blev träffade under bombningarna var bland annat Belgrad, Pristina och Podgorica. Dagen innan hade det meddelats i nationell TV att Jugoslavien hade utlyst undantagstillstånd.
Den 7 maj träffades Kinas ambassad i Belgrad av bomberna, och utlöste diplomatisk kris. Även RTS byggnad i samma stad träffades, där 16 personer dog.
När bombningarna tog slut upphörde Kosovo i praktiken att vara den del av Jugoslavien. Den 17 februari 2008 förklarade sig Kosovo som självständig stat.

## Mål
NATO:s mål vid Kosovokonflikten angavs vid Nordatlantiska rådets möte vid NATO:s högkvarter i Bryssel den 12 april 1999:
- Ett slut på alla militära aktioner, och ett slut på våldet från Slobodan Miloševićs regim;
- Tillbakadragande av all fientliga militärer, poliser och paramilitärer från Kosovo;
- Stationerandet av FN-soldater i Kosovo;
- Ovillkorlig och trygg återkomst för alla flyktingar och fördrivna personer;
- Inrättandet av ett politiskt ramavtal för Kosovo, grundat på Rambouilletavtalet, i samklang med internationell rätt och FN-stadgan.

## Efterspel och kritik

### Förluster
- Antalet civila som dog och skadades under bombningarna är fortfarande (mars 2019) oklart. Enligt serbiska medier dog mellan 200 och 2 500 civila, varav 89 eller 79 barn,[14][25] och cirka 6 000 skadade.[26] Serbiens utrikesdepartement uppgav (mars 2022) att 3 000 civila dog.[14] Människorättsorganisationen Human Rights Watch (HRW) uppgav att mellan 488 och 527 civila hade dödats.[13]

- Bland annat blev 14 flygplatser, 69 skolor och 19 sjukhus träffade.[14]

### Övrigt
Det folkliga stödet för Jugoslaviens president Slobodan Milošević minskade, även om det dröjde till oktober 2000 innan han blev avsatt.
Ryssland och Kina fördömde bombningarna, vilket ledde till att efter flyganfallen började relationerna mellan NATO och Ryssland återigen alltmer försämras.
I mars år 2000 meddelade NATO att man använt sig av utarmat uran, i form av projektiler som avfyrats från attackflygplan mot pansarfordon och artilleriställningar, under bombardemangets slutskede.
Den kanadensiske ekonomen, författaren och konspirationsteoretikern Michel Chossudovsky har hävdat att det verkliga målet var att skaffa sig ekonomisk kontroll över Jugoslavien.

### Fotnoter
1. ↑  Gellman, Barton (24 mars 1999). ”Arkiverade kopian”. Washington Post (San Francisco Chronicle). Arkiverad från originalet den 4 januari 2013. https://archive.today/20130104164612/http://articles.sfgate.com/1999-03-24/news/17681243_1_nato-secretary-general-javier-solana-kosovo-s-ethnic-albanian-rebels-yugoslav-army. Läst 19 augusti 2011.
2. ↑  NATO's role in relation to the conflict in Kosovo, NATO website, 15 juli 1999.
3. ↑  . http://news.bbc.co.uk/2/hi/europe/310527.stm.
4. ↑  ”Norske jagerfly på vingene i går”. Tux1.aftenposten.no. Arkiverad från originalet den 19 januari 2012. https://web.archive.org/web/20120119062654/http://tux1.aftenposten.no/nyheter/uriks/kosovo/d74906.htm. Läst 20 januari 2012.
5. ↑  ”Turkish Air Force”. Hvkk.tsk.tr. Arkiverad från originalet den 13 maj 2009. https://www.webcitation.org/5gkMG8rDC?url=http://www.hvkk.tsk.tr/PageSub/Kurumumuz/Tarihce/1944-Today.aspx. Läst 24 mars 2009.
6. ↑  Where is the air surveillance and attack capability over today's non-linear battlefields?
7. ↑  Lambeth, Benjamin S.. ”Task Force Hawk”. Airforce-magazine.com. Arkiverad från originalet den 16 november 2012. https://web.archive.org/web/20121116222244/http://www.airforce-magazine.com/MagazineArchive/Pages/2002/February%202002/0202hawk.aspx. Läst 27 september 2012.
8. ↑  ”Operation Allied Force - Operation Allied Force in Kosovo”. Militaryhistory.about.com. Arkiverad från originalet den 19 november 2012. https://web.archive.org/web/20121119015125/http://militaryhistory.about.com/od/battleswars1900s/p/alliedforce.htm. Läst 27 september 2012.
9. ↑  ”Natos bombkrig mot Jugoslavien - Global Politics”. Global Politics. 10 december 2019. https://www.globalpolitics.se/natos-bombkrig-mot-jugoslavien/. Läst 24 mars 2024.
10. ↑  ”Möte 24/3 - 20 år efter det att USA:s/Natos kriminella bombning av Jugoslavien startade - Global Politics”. Global Politics. 23 mars 2019. https://www.globalpolitics.se/20-ar-sedan-usas-natos-kriminella-bombning-av-jugoslavien/. Läst 24 mars 2024.
11. 1 2  ”Serbien slits mellan EU och Ryssland”. SVT Nyheter (S. V. T. Nyheter). 1 april 2022. https://www.svt.se/nyheter/utrikes/experten-om-serbiens-roll-i-kriget-i-ukraina-maste-valja-sida. Läst 24 mars 2024.
12. ↑  ”Русија осуђује НАТО бомбардовање | СРБИН.инфо (srbin.info)”. https://srbin.info/pocetna/aktuelno/rusija-osudjuje-nato-bombardovanje/. Läst 24 mars 2024.
13. 1 2  ”Две деценије од НАТО бомбардовања Југославије” (på Serbian (Cyrillic script)). BBC News на српском. https://www.bbc.com/serbian/cyr/srbija-47671956. Läst 24 mars 2024.
14. 1 2 3 4 5 6  ”NATO bombing of the FR Yugoslavia in numbers”. https://www.youtube.com/watch?v=0je_iJJilJc. Läst 24 mars 2024.
15. ↑  Sten Ternblad, Petter Wulff (1 augusti 2002). ”Jugoslavienkriget 1999”. Totalförsvarets forskningsinstitut. https://www.foi.se/rest-api/report/FOI-R--0545--SE. Läst 28 februari 2023.
16. ↑  Steven Erlanger, ‘Human-rights Group Assails Nato For Yugoslavia Bombing Campaign’, Chicago Tribune, Chicago, 8 juni 2000,
17. ↑  ”78 Days of Fear: Remembering NATO’s Bombing of Yugoslavia | Balkan Insight”. https://balkaninsight.com/2019/03/22/78-days-of-fear-remembering-natos-bombing-of-yugoslavia/. Läst 24 mars 2024.
18. ↑  Kevin Ponniah, Lazara Marinkovic (7 maj 2019). ”The night the US bombed a Chinese embassy” (på engelska). BBC. https://www.bbc.com/news/world-europe-48134881. Läst 31 maj 2023.
19. 1 2 3  ”Serbien flyttade 20-års minnesdagen av Natos bombningar - kopplas nu till den ryska ”segerdagen mot fascismen””. svenska.yle.fi. https://svenska.yle.fi/a/7-1385867. Läst 24 mars 2024.
20. ↑  ”24 år sedan Nato bombade Jugoslavien” (på engelska). Svenska Morgonbladet. https://svenskamorgonbladet.se/2023/05/08/24-ar-sedan-nato-bombade-jugoslavien/. Läst 24 mars 2024.
21. ↑  ”BBC News | Europe | Nato defends TV bombing”. news.bbc.co.uk. http://news.bbc.co.uk/2/hi/europe/326653.stm. Läst 24 mars 2024.
22. ↑  ”Balkan, konfliktfyllt område” (på svenska). SVT Nyheter. 22 juli 2008. https://www.svt.se/nyheter/balkan-konfliktfyllt-omrade. Läst 7 april 2022.
23. ↑  ”Kosovo förklarade sig självständigt” (på svenska). SVT Nyheter. 18 februari 2008. https://www.svt.se/nyheter/utrikes/kosovo-forklarade-sig-sjalvstandigt. Läst 28 februari 2023.
24. ↑  ”The situation in and around Kosovo”. NATO. 12 april 1999. Arkiverad från originalet den 29 juni 2011. https://web.archive.org/web/20110629141056/http://www.nato.int/docu/pr/1999/p99-051e.htm. Läst 2 augusti 2011.
25. ↑  ”Русија осуђује НАТО бомбардовање | СРБИН.инфо (srbin.info)”. https://srbin.info/pocetna/aktuelno/rusija-osudjuje-nato-bombardovanje/. Läst 24 mars 2024.
26. ↑  ”Путин: Бомбардовање СР Југославије - велика трагедија; Тада је покренут рат у Европи!” (på serbiska). ИН4С. 24 mars 2024. https://www.in4s.net/putin-bombardovanje-sr-jugoslavije-velika-tragedija-tada-je-pokrenut-rat-u-evropi/. Läst 24 mars 2024.
27. ↑  Anders Åslund (25 oktober 2014). ”Vart är Putin på väg?” (på svenska). Svenska Dagbladet. https://www.svd.se/a/a81f7fc2-6f37-3735-8290-550c54b02036/vart-ar-putin-pa-vag. Läst 5 mars 2023.
28. ↑  Mikael Schulman, Petter West (15 juli 2018). ”Både töväder och frostnätter” (på svenska). Svenska Yle. https://svenska.yle.fi/a/7-1317042. Läst 16 oktober 2022.
29. ↑  ”Utarmat uran i Kosovo” (på svenska). Forskning. 23 november 2000. https://www.forskning.se/2000/11/23/utarmat-uran-i-kosovo/. Läst 7 april 2022.
30. ↑  ”Chossudovsky | Economic Terrorism | May 2001”. Nadir.org. Maj 2001. http://www.nadir.org/nadir/initiativ/agp/free/chossudovsky/ecoterrorism.html. Läst 20 januari 2012.